# Ганна Анатолівна Кондрашова
Ганна Анатоліївна Кондрашова (в шлюбі Леванді; ест. Anna Levandi ) (нар. 30 червня 1965 року в Москві) — радянська фігуристка, що виступала в одиночному катанні. Срібна призерка чемпіонату світу 1984 року, чотириразова бронзова призерка чемпіонатів Європи, триразова чемпіонка СРСР.
Нині — тренерка з фігурного катання, яка працює в Естонії.

## Спортивна кар'єра
Тренувалася у відомого тренера — Станіслава Олексійовича Жука, представляла школу «Динамо» (Москва), потім ЦСКА. 
Одним з її перших всесоюзних змагань була Зимова Спартакіада народів СРСР 1978 року в Свердловську, де Ганна зайняла 3-е місце серед юніорок. Перші великі успіхи прийшли в 1982, коли вона зайняла 3-е місце на чемпіонаті СРСР в Ризі і виграла V Зимову Спартакіаду народів СРСР в Красноярську. Після срібної медалі чемпіонату СРСР в Челябінську (січень 1983), вона потрапила до збірної країни. 
Традиційно Кондрашова тяжіла до довільної і короткою програмами, поступаючись в обов'язкових фігурах. У ці роки її тренером був Едуард Плінера. У сезоні 1982/83 в довільну програму на музику Раймона Лефевра з альбому «Tomorrow's Symphonies du Futur» ставила п'ять потрійних стрибків, включаючи ріттбергер, а також комбінацію подвійний аксель — потрійний тулуп. 
На Олімпіаді 1984 року в довільній програмі  вона чисто виконала лише два потрійних тулупа, зайнявши в підсумку п'яте місце. На чемпіонаті світу в 1984 після четвертого місця в постатях і другого в короткій програмі йшла третьою. У довільній програмі після вдалого початку стала заміняти потрійні і навіть подвійні стрибки на одинарні, проте потім зібралася і виконала складний у той час потрійний ріттбергер, а потім повторила потрійний тулуп. Думки суддів розійшлися, проте п'ять суддів з дев'яти поставили її на третє місце, що в підсумку призвело до першої в історії радянського жіночого одиночного катання срібної медалі чемпіонатів світу. Потім Ганна, як правило, максимально вдало виступала на чемпіонатах Європи, гостро змагаючись з Кірою Іванової, обігруючи її в коротких (1986, де обіграла та Катарину Вітт, посівши перше місце в цьому виді, і 1987) і довільних програмах (1986 і 1988), однак через відставання в фігурах за сумою була завжди третьої. На світовому рівні її переслідували невдачі (в короткій програмі в 1986 і 1987 була лише дев'ятою).
Запам'яталася витонченою музикальністю, гнучкістю, пластичністю і елегантністю рухів (перш за все — обертань), багато з яких відрізнялися оригінальними позами, рухами рук, ніг, корпусу (що неодноразово захоплено підкреслювала в своїх коментарях американський телекоментатор, олімпійська чемпіонка Пеггі Флемінг).

### Конфлікт з тренером

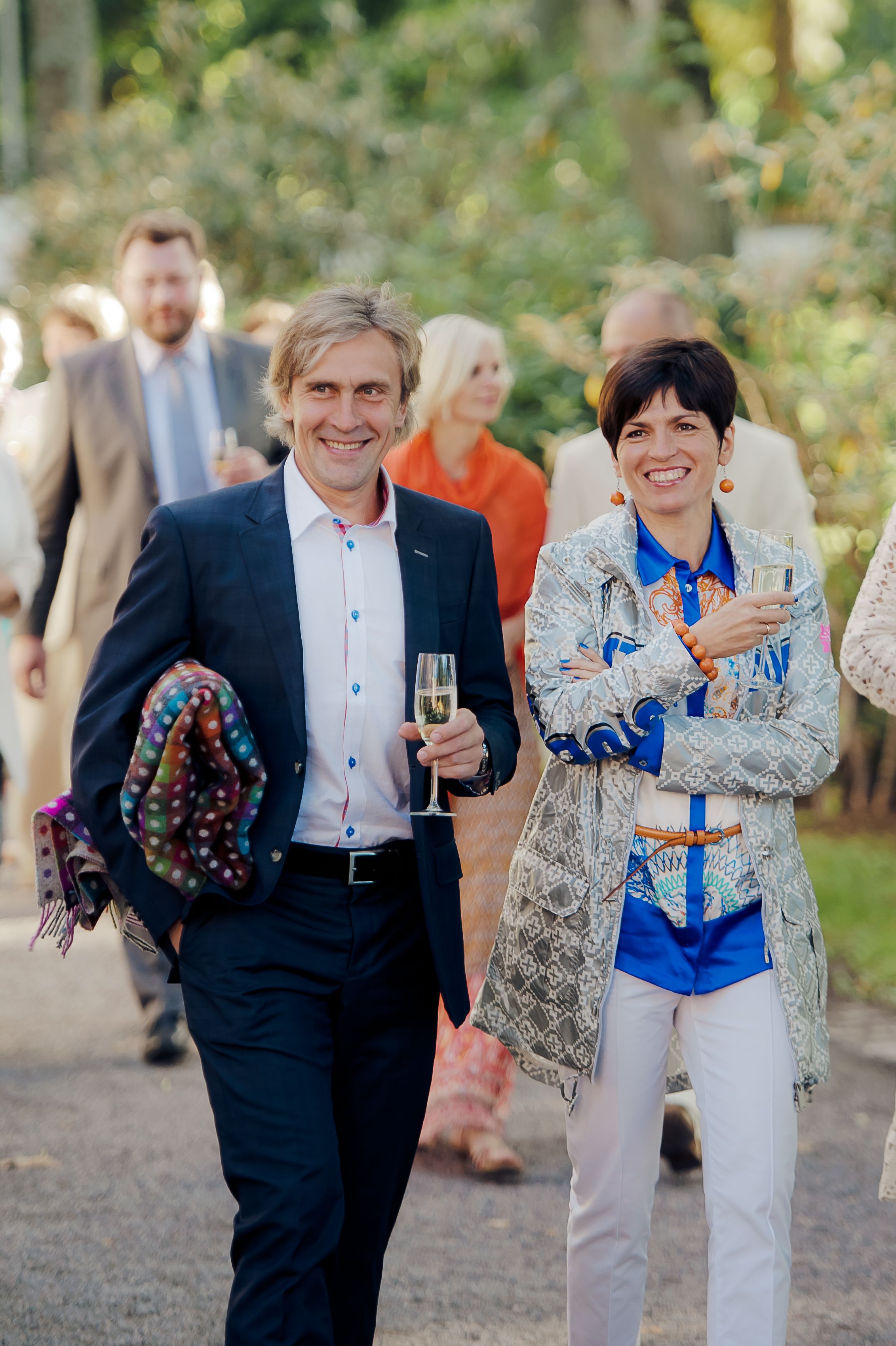
Аллар і Анна Левандою (2012)

У 1986 Кондрашова і хореографка Марина Зуєва написали лист в ЦК КПРС, звинувативши тренера С. А. Жука в «аморальній поведінці», але не надавши доказів. Олена Водорезова відмовилася підписувати цей лист. У сезоні 1986/87 Кондрашова перейшла тренуватися до Станіславу Леоновичу. Згодом Жука поступово повністю усунули від тренерства.

## Особисте життя
У 1989 році, після закінчення спортивної кар'єри, пошлюбила лижного двоєборця Аллара Левандою і переїхала в Таллінн . У них троє дітей — Андрес, Арманд і Арлет.
Анна Левандою володіє російською, естонською, англійською, норвезькою і фінською мовами.

## Тренерська кар'єра
Анна Левандою працювала тренеркою з фігурного катання в Норвегії, Фінляндії, Швеції. З 1999 року працює в Естонії, очолюючи свою школу «Rocca al Mare» в Талліні. У 2000 школа отримала ґрант фонду фізичної культури та спорту Естонії. У 2002 в школі відкрито нову ковзанку. Найбільших успіхів з учнів Анни Левандою домоглася Олена Глєбова — семиразова чемпіонка Естонії в одиночному катанні. У 2008 році стала тренеркою року в Естонії. У 2015/16 її учениця Хелера Хальвін виграла чемпіонат Естонії і зайняла 19-е місце на чемпіонаті Європи.

## Політика
- У 2002 році Анна Левандою була кандидаткою на муніципальних виборах в районі Хааберсти Талліна від консервативної партії Ісамаалійт.

## Нагороди та звання
- 4 лютого 2009 року указом Президента Естонії нагороджена Орденом Білої зірки третього ступеня[8] .
- У 2017 році нагороджена відзнакою Естонського олімпійського комітету[9].

## Спортивні досягнення
| Змагання                | 1982 | 1983 | 1984 | 1985 | 1986 | 1987 | 1988 |
| Зимові Олімпійські ігри | -    | -    | 5    | -    | -    | -    | 8    |
| Чемпіонати світу        | -    | 5    | 2    | 4    | 7    | 9    | -    |
| Чемпіонати Європи       | -    | 5    | 3    | 5    | 3    | 3    | 3    |
| Чемпіонати СРСР         | 3    | 2    | -    | 1    | 1    | 1    | -    |